# Imatge generada per ordinador
|  | «CGI» redirigeix aquí. Vegeu-ne altres significats a «CGI (desambiguació)». |

Les imatges generades per ordinador (CGI de l'anglès computer-generated imagery), són el resultat de l'aplicació de la infografia i més específicament, dels gràfics 3D generats per ordinador en l'art, els videojocs, les pel·lícules, els programes i anuncis de la televisió, els simuladors i la simulació en general, i també en els mitjans impresos. Les escenes visuals poden ser dinàmiques o estàtiques.
Els videojocs acostumen a utilitzar els gràfics realitzats per ordinador en temps real (rarament tractat com CGI), però també poden incloure "escenes de cort preelaborats" i introduccions de pel·lícules que serien aplicacions CGI típiques, anomenades Full motion video o per les seves sigles FMV.
En el cinema i la televisió, el CGI és sovint emprat perquè és, per a certes situacions, més barat que utilitzar mètodes físics, com la construcció de miniatures complicades per a creació d'efectes o lloguer de molt vestuari per a escenes de multituds de persones, i per això permet la creació d'imatges que no serien factibles de cap altra manera. Això també pot permetre que un artista produeixi el contingut sense l'ús d'actors o altres donants al projecte.

## Història

### 1958 - 1982
El CGI va ser usat per primera vegada a la pel·lícula Vertigo (1958) d'Alfred Hitchcock, encara que de manera rudimentària. En aquesta pel·lícula, les imatges generades per ordinador no formen part de la narrativa principal, sinó que es troben en la seqüència inicial de crèdits. Aquesta escena va ser creada per l'animador John Whitney i el dissenyador gràfic Saul Bass que, utilitzant un ordinador antiaeri de la Segona Guerra Mundial, van generar un conjunt d'espirals i patrons geomètrics giratoris perfectes amb una precisió que no es podia aconseguir manualment en aquell moment. Aquesta tècnica va permetre superar les limitacions de l'animació tradicional, oferint una experiència visual hipnòtica i innovadora per a l'època.
Ja parlant de CGI introduït dins la narrativa trobem la pel·lícula "Ànimes de metall" (Westworld, 1973), que va aconseguir generar una una visió pixelada i digitalitzada en 2D que representava la perspectiva visual dels robots del film. El CGI en 3D va arribar a la seva seqüela, Futureworld (1976), on es van presentar dues escenes pioneres: una mà generada per ordinador, creada per Edwin Catmull, que rotava mostrant una estructura de polígons, i un model facial tridimensional que girava creant una il·lusió òptica i canviant d'expressió.
Les dues primeres pel·lícules que van fer inversions de CGI van ser Tron (1982) i Last Starfighter (1984). Ambdues, però, van ser fracassos comercials i van provocar que els directors releguessin aquesta tecnologia a imatges que es "suposaven" creades per ordinador.

### 1985 - 1995
El primer personatge veritable en CGI va ser creat per Pixar per la pel·lícula Young Sherlock Holmes el 1985, guanyadora del premi de l'Acadèmia a millors Efectes Visuals. A l'any 1989, la pel·lícula The Abyss va guanyar el Premi d'Acadèmia pels seus Efectes Visuals, el més notable dels quals va ser una criatura d'aigua que imitava la cara de la protagonista. Amb Terminator 2 (1991) va aparèixer un personatge que va sorprendre la audiència amb la seva forma de metall líquid i efectes mòrfics. El 1993, els dinosaures tan reals de Parc Juràssic van canviar radicalment la percepció de la indústria cinematogràfica i del CGI. L'any 1994, es va crear a Canadà la primera sèrie animada totalment per ordinador, Reboot.
El CGI 2D cada vegada més va aparèixer en pel·lícules tradicionalment animades, on això va complementar les cel·les il·lustrades a mà. Els seus usos es van estendre del moviment d'interpolació digital entre quadres, a pseudo-efectes 3D cridaners com l'escena de sala de ball en La bella i la bèstia de Walt Disney Pictures.
El 1995, la primera pel·lícula totalment generada per ordinador, Toy Story de Pixar, va ser un èxit comercial. Els estudis d'animació digitals addicionals com Blue Sky Studios (Fox) i Pacific Data Images (Dreamworks SKG) van entrar en la producció, i les companyies d'animació existents com la Walt Disney van començar a fer una transició de l'animació tradicional al CGI.

### 2000 - actualitat
A principis dels anys 2000, les imatges generades per ordinador ja dominaven el camp dels efectes especials.
El desenvolupament de tecnologies CGI és mostrat cada any a SIGGRAPH, una conferència anual sobre gràfica realitzada per ordinador i tècniques interactives, visitada cada any per desenes de milers de professionals dels ordinadors.
Els dissenyadors de jocs d'ordinador i les targetes de vídeo 3d s'esforcen per aconseguir la mateixa qualitat visual en ordinadors personals, en temps real, tant com és possible per a pel·lícules CGI i animació. Amb el progrés ràpid de la qualitat d'interpretació o Render en temps real, els artistes van començar a usar motors de render per a jocs en pel·lícules no interactives. Aquesta forma d'art és anomenada Machinima.

## Creació de personatges i objectes en un ordinador
L'animació d'ordinador combina la gràfica de Vector amb el moviment programat. El punt de partida és sovint una figura de pal en la qual la posició de cada tret (membre, boca, etc.) és definida per un Avars (variable d'animació de l'anglès "Animation variable"). El CGI és un altre terme per a l'animació per ordinador, però en general es refereix a les imatges 3d d'alta definició amb l'èmfasi en pel·lícules.
Hi ha diverses maneres de generar els valors d'Avar per a obtenir un moviment realista. La captura de moviments usa llums o marques metàl·liques pegades en una persona real que actua i proveeix del moviment, rastrejada per una càmera de vídeo. L'Avars pot ser posat a mà usant una palanca de control (Joystick) o un altre control d'entrada. La pel·lícula Toy Story no usa cap rastrejo de moviment, probablement perquè el control és elaborat un animador expert i pot produir efectes no fàcilment representats per una persona real.

## Creació de Imatges i Paisatges estàtics

### Paisatge fractal

Animació fractal d'una muntanya.

Les imatges animades no només formen part d’imatges generades per ordinador, sinó que també es generen paisatges d’aspecte natural mitjançant algoritmes informàtics. Una manera senzilla de generar superfícies fractals és utilitzar una extensió del mètode de malla poligonal, basant-se en la construcció d'una corba de Rham. La creació d'una superfície browniana es pot aconseguir afegint soroll addicional a diversos nivells de la malla. Així, es pot crear un mapa topogràfic amb diferents nivells d’alçada mitjançant algoritmes fractals senzills.

### Escenes arquitectòniques
Els arquitectes moderns utilitzen CGI per crear models tridimensionals tant per a clients, com per a constructors. Aquests models poden ser més precisos que els dibuixos tradicionals. L'animació arquitectònica (que genera animacions d'edificis, en comptes d'imatges interactives) també es pot utilitzar per veure la possible relació que tindrà un edifici amb l'entorn.
Les eines de modelatge arquitectònic permeten a un arquitecte visualitzar un espai i realitzar "recorreguts" d'una manera interactiva, generant així "entorns interactius" tant a nivell urbà com a nivell d'edifici. També permeten observar l'animació simulada de la llum o altres efectes útils en l'arquitectura.

### Models anatòmics
Els CGI utilitzats en l'animació esquelètica no sempre són anatòmicament correctes. No obstant això, organitzacions com Scientific Computing and Imaging Institute han desenvolupat models basats en ordinador anatòmicament correctes. Els models anatòmics generats per ordinador es poden utilitzar tant amb finalitats instructives com operatives. Fins ara, un gran nombre d'artistes produïen imatges mèdiques que continuen sent utilitzades per estudiants de medicina, com ara imatges de Frank H. Netter, per exemple. Imatges cardíaques.
En les aplicacions mèdiques actuals, els models específics serveixen per la "cirurgia assistida per ordinador". Per exemple, en el reemplaçament total del genoll. Aquests models també es poden utilitzar per planificar implantacions de vàlvules aòrtiques, un dels procediments comuns de malalties cardíaques.

## Simulació i visualització interactiva
La visualització interactiva és la representació de dades que poden variar constantement i que permet a l'usuari veure com evolucionen. Les aplicacions són molt amplias, des de la visualització dels patrons de flux de fluids fins a aplicacions específiques de disseny assistit per ordinador. Les dades renderitzades poden correspondre a escenes visuals que canvien a mesura que l'usuari interactua amb el sistema, com per exemple simuladors de vol.
A nivell abstracte, consisteix en una "canalització de dades" en què les dades brutes es gestionen i es filtren per a la renderitzar-se.

## Usos actuals
Actualment les imatges realitzades amb ordinador són utilitzades en gran quantitat d'àmbits i indústries:
- Cinema: és una de les principals indústries que utilitza aquest tipus de tecnologia. L'evolució de les imatges generades amb ordinador permeten que cada any els efectes especials de les pel·lícules siguin més realistes.
- Videojocs: és un dels àmbits pioners en el desenvolupament d'aquesta tecnologia.
- Marketing i publicitat: actualment s'utilitzen aquestes imatges per promocionar productes, fer anuncis, captar l'atenció de clients potencials, etc.
- Arquitectura: tots els estudis utilitzen programes específics per generar imatges d'edificis, habitatges, carrers, etc.. que es presenten com a model del que es construirà.
- Simuladors: es tracta d'una indústria en expansió. Per exemple, s'utilitza amb finalitats acadèmiques com l'aprenentatge de la conducció de cotxes, avions, etc.

La conferencia anual SIGGRAPH sobre gràfics generats per ordinador i tècniques interactives és on es presenten les noves tecnologies relacionades amb les CGI.

## Curiositats
- Companyies "líders": Pixar Animation Studios, Walt Disney Pictures, DreamWorks, Blue Sky Studios i Square-Enix són considerades les companyies líders en CGI del món. En el cas de la japonesa Square-Enix, productora de videojocs, usen aquesta tecnologia en escenes prerenderitzades dels seus jocs. A partir del videojoc Final Fantasy X, aquestes escenes tenien la mateixa qualitat que la presentada en pel·lícules. Square-Enix també va crear, sota un altre nom, Final Fantasy The Spirits Within, en la qual en algunes escenes els personatges es confonien amb persones reals, i recentment, la pel·lícula Final Fantasy VII Advent Children, d'igual qualitat encara que amb un altre estil. Les pel·lícules de Pokémon són famoses també per utilitzar el CGI en creació d'escenaris, en cadascuna de les seves pel·lícules.

- Complexitat: Una pel·lícula CGI és extremadament difícil de fer; cinc minuts de cinta poden necessitar 2 mesos a ser completats. Pot ser per aquest motiu que la majoria d'aquestes pel·lícules estiguin enfocades a un públic infantil i tinguin una durada curta. A més, la creació d'humans és complicada, atès que cal representar les múltiples expressions, el color i pentinat del cabell, taques de la pell, la humitat del cos, la roba, els moviments han de ser creïbles. Per això, en la majoria d'aquestes pel·lícules els personatges principals són animals o joguines.
- Vall inquietant: En el context del CGI, la vall inquietant (uncanny valley) ha presentat un desafiament significatiu per als creadors d'efectes visuals i animadors. Quan els personatges generats per ordinador s'acosten molt a l'aparença humana sense aconseguir-la completament, poden provocar una sensació d'incomoditat o fins i tot de rebuig en l'audiència. Això és especialment problemàtic en pel·lícules que busquen crear personatges humans realistes.[9] Alguns exemples notables de pel·lícules que han lluitat amb aquest fenomen inclouen: "The Polar Express" (2004), "Beowulf" (2007) i "Tron: Legacy" (2010). Actualment s'ha aconseguit un nivell de precisió molt avançat en les imatges generades per ordinadors i ja no és tan freqüent la presència d’aquest fenomen.

## Exemples de pel·lícules
Aquestes són algunes de les pel·lícules més notables que han utilitzat la tecnologia CGI
- Parc Juràssic (1993)
- Avatar (2009)
- El Senyor dels Anells: Les dues torres (2002)
- Terminator 2 (1991)
- Tron (1982)
- El Senyor dels Anells: El retorn del rei (2003)
- The Matrix (1999)
- The Abyss (1989)
- King Kong (2005)
- Transformers: Dark of the Moon (2011)
- Origen (2010)
- Spiderman 3 (2007)
- Gladiator (2000)
- Districte 9 (2009)
- The Avengers (2012)
- Star Wars Episode I: The Phantom Menace (1999)
- L'home sense ombra (2000)
- El dia de demà (2004)
- Jo, Robot (2004)
- Laberint (1986)
- La vida de Pi (2012)
- Gravity (2013)
- Pirates of the Caribbean: Dead Man's Chest (2006)
- Spider-Man: Into the Spider-Verse (2018)
- COCO (2017)
- Klaus (2019)
- Dune (2021)
- Avatar: el sentit de l'aigua (2022)